# Lakeside (banda)
Lakeside es una banda estadounidense de funk y R&B muy popular en la década de los setenta y los ochenta. El grupo es mundialmente conocido por su mayor éxito, Fantastic Voyage.

## Historia
En 1969, Stephen Shockley, natural de Dayton, forma la banda Young Underground tras abandonar The Montereys. El vocalista Mark Woods, miembro de la banda local The Nomads, se une a Shockley para avanzar con el Young Underground. La banda mantuvo al principio un contrato con la discográfica Curtom Records tras ganar un concurso de talentos en Chicago. Es aquí cuando el grupo se renombró Lakeside Express.
Hacia 1974, Lakeside Express y otra banda llamada Liquid Funk, en el que surgió como batería Fred Alexander Jr., llegaron a Los Ángeles al mismo tiempo. En los dos años posterioes, las bandas actuaron, a veces una tras otra. Los integrantes de Liquid Funk regresaron a Dallas, pero Alexander permanece en Los Ángeles. Por su parte, Lakeside, como ya se llamaría la banda, buscaba nuevos miembros para asentar la banda. Tras varias actuaciones, el batería fue añadido por el grupo.
Lakeside firmó un contrato con la discográfica Motown, sin ningún éxito. Tras esto, el grupo firmó un acuerdo con Dick Griffey, lanzando el primer top, con la discográfica Solar Records: It's All the Way Live, alcanzando el cuarto puesto en las listas de R&B estadounidenses.
La banda lanzó varios sencillos que se colaron en las listas, pero sin destacar sobre otros artistas. No obstante, en 1980 el sencillo Fantastic Voyage fue número 1. Tras el éxito, continuaron con otro single, esta vez una versión de la canción de Paul McCartney y John Lennon I Want to Hold Your Hand. A esto le siguieron pequeños éxitos, aunque no tan sonados, con Raid y Outrageous.

## Miembros de la banda

### Más importantes
- Mark Adam Wood Jr.: voz, piano, teclado; 1969–
- Tiemeyer McCain: voz; 1969–1986
- Thomas Shelby: voz; 1970–1983, 2007–
- Stephen Shockley: guitarra; 1969–
- Norman Beavers: teclado; 1969–1987
- Marvin Craig: guitarra, bajista; 1973–
- Fred Lewis: batería; 1974–
- Otis Stokes: guitarra, bajo, voz; 1976–1986
- Fred Alexander Jr: batería; 1977–

### Otros miembros
- Brian Marbury: 1969–1970
- Tony White: 1969–1970
- Vincent Beavers: 1969–1975
- Terry Williams: 1969–1975
- Ricky Abernathy: 1969–1975
- Shirley Wood: 1970–1971
- Johnny Rogers: ????–
- Will Shelby: 1996–
- Donald Tavie: 1986–
- Barrington Henderson: 1986–1995
- Larry Bolden: 1989–1996
- Floyd Bailey:1975–1977

## Discografía
| Año                                                          | Título                        | Billboard Hot 200 | Top R&B Lists |
| ------------------------------------------------------------ | ----------------------------- | ----------------- | ------------- |
| 1977                                                         | Lakeside                      | —                 | —             |
| 1978                                                         | Shot of Love                  | 74                | 10            |
| 1979                                                         | Rough Riders                  | 141               | 21            |
| 1980                                                         | Fantastic Voyage              | 16                | 2             |
| 1981                                                         | Keep on Moving Straight Ahead | 109               | 32            |
| 1981                                                         | Your Wish Is My Command       | 58                | 9             |
| 1983                                                         | Untouchables                  | 42                | 10            |
| 1984                                                         | Outrageous                    | 68                | 11            |
| 1987                                                         | Power                         | —                 | 35            |
| 1990                                                         | Party Patrol                  | —                 | —             |
| "—" significa que la grabación no fue incluida en las listas |                               |                   |               |